# 동카자흐스탄주

아바이주 분리 전 동카자흐스탄주

아바이주 분리 후 동카자흐스탄주

동카자흐스탄주(카자흐어: Шығыс Қазақстан облысы)는 카자흐스탄의 주이다. 주도는 외스케멘이다. 시기스카작스탄 주는 소련 시절에 보스토치노카자흐스탄스크주와 세미팔라틴스크주가 통합되어 생겨난 주였다.
동카자흐스탄주의 주도 외스케멘은 러시아의 장군 라브르 코르닐로프가 태어난 곳이다.
2022년 6월부터 동카자흐스탄주에서 아바이주가 분리되었다.

주 문장

## 주민
북쪽은 러시아, 북동쪽과 남쪽 및 남동쪽은 중화인민공화국에 접해 있다. 시기스카작스탄 주 최동단과 몽골 최서단과의 거리는 매우 가까우며 약 50km 정도 떨어져 있다. 총 면적은 28만3,300 sq km이다.

## 행정 구역
15개의 군과 10개의 도시, 30개의 중소 도시, 870개의 마을이 위치해 있다.

## 주민
2020년 기준 인구는 1,369,597명이며 주도인 외스케멘의 인구는 약 40만 명이다. 과거 러시아인이 인구의 과반수를 차지하던 지역이나 카자흐족 인구가 계속 늘면서 2019년 기준으로는 카자흐인이 60.56%, 러시아인이 36.02%를 차지하는 것으로 조사된다. 이외에 독일인, 타타르인, 우크라이나인 등도 거주한다.

## 같이 보기
- 러시아 민족통일주의